# موتویاکی

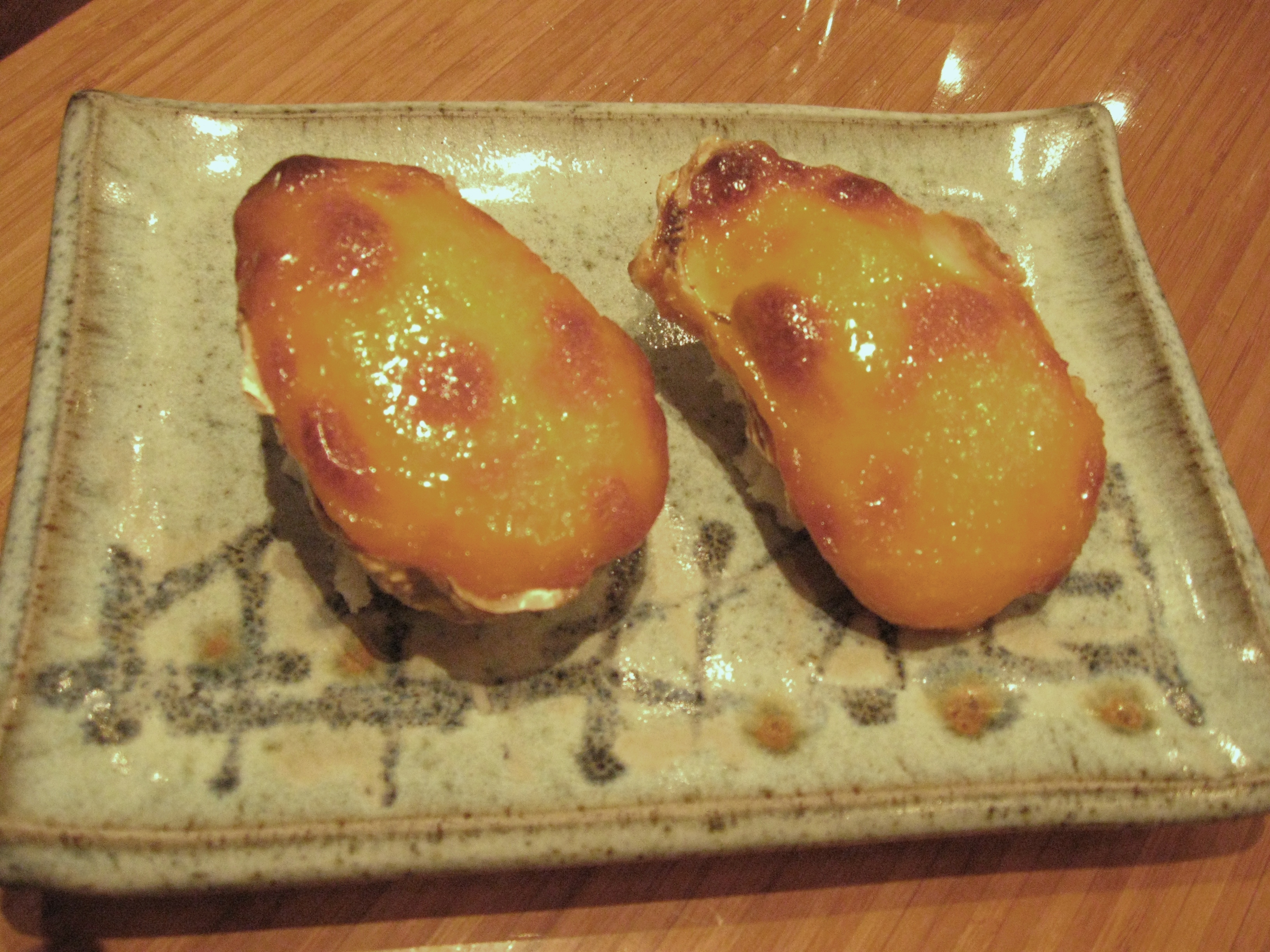
موتویاکی

موتویاکی ((به ژاپنی: Motoyaki)) یکی از روش‌های پخت در آشپزی ژاپنی است که در آن مواد با سس مایونز طعم داده می‌شوند و در داخل صدف چروک پخته می‌شوند.